# 2 Pancerna Brygadowa Grupa Bojowa „The Iron Brigade”
2 Pancerna Brygadowa Grupa Bojowa (ang. 2nd Armored Brigade Combat Team, 1st Armored Division) – oddział Armii Stanów Zjednoczonych, aktualnie przydzielony do 1 Dywizji Pancernej.

## Struktura organizacyjna
Skład 2020
- 1 batalion 6 pułku piechoty
- 1 batalion 35 pułku pancernego
- 1 szwadron 1 pułku kawalerii
- 4 batalion 27 pułku artylerii polowej
- 47 Batalion Wsparcia Brygady
- Special Troops Battalion

## Historia
II wojna światowa
2 Brygada 1 Dywizji Pancernej została zorganizowana po raz pierwszy 5 kwietnia 1942 w Fort Knox w Kentucky jako Combat Command B. Podczas operacji Torch jednostka została rozmieszczona w Afryce Północnej jako część sił inwazyjnych i została użyta w czasie pierwszej bitwy pancernej. Poniosła duże straty podczas lądowania w Algierii i w pustynnych rejonach Bizente, Tunisu, bitwie na przełęczy Al-Kasrajn i stała się decydującą siłą, która pokonała Afrika Korps feldmarszałka Rommela.
Po zwycięstwie na kontynencie afrykańskim Combat Command B walczyła jako część głównych sił uderzeniowych Piątej Armii USA we Włoszech. Jednostka wzięła udział w walkach pod Anzio podczas Operacji Shingle, Bitwie o Monte Cassino i przełamaniu Linii Gustawa. Po wojnie Brygada służyła krótko w Bawarii, a 9 kwietnia 1946 w Camp Kilmer w stanie New Jersey została dezaktywowana wraz z resztą 1 Dywizji Pancernej.
Zimna wojna
Pięć lat później w 1951 Combat Command B została reaktywowana w Fort Hood w Teksasie. Ponownie dezaktywowana 23 grudnia 1957 w Fort Polk w Luizjanie. 3 lutego 1962 jednostka została przeprojektowana w dowództwo i kompanię dowodzenia 2 Brygady 1 Dywizji Pancernej i aktywowana w Fort Hood w Teksasie. Podczas kryzysu kubańskiego jednostka uczestniczyła w ćwiczeniach desantowych w Georgii, wykazując zaangażowanie USA w kryzysie.
Po ponownym rozmieszczeniu 1 Dywizji Pancernej w Niemczech w 1971, 2 Brygada objęła pozycje w północno-wschodniej Bawarii. Przez następne dwie dekady pozostawała kluczową siłą odstraszającą przed zagrożeniem bloku komunistycznego. 16 sierpnia 1985 Brygada przyjęła nazwę „The Iron Brigade”.
I wojna w Zatoce Perskiej
Podczas błyskawicznej operacji Pustynna burza w konflikcie w Zatoce Perskiej, w lutym 1991 Żelazna Brygada starła się z siłami irackimi. W 89 godzin żołnierze 2 Brygady pokonali wroga w prowincji Al-Musanna podczas zdobywania  bazy lotniczej Ar Rumaylah i w bitwie o grzbiet Madinah. Po zakończeniu operacji wojennych Brygada zapewniała pomoc humanitarną dla regionu rozdartego wojną.
Wojna na Bałkanach
W maju 1995 Żelazna Brygada została wezwana do monitorowania i egzekwowania pokoju na Bałkanach. W lutym 1998 2 Brygadowy Zespół Bojowy został ponownie powołany do służby w regionie Bośni i Hercegowiny w ramach operacji Joint Guard i Joint Forge. Brygada zapewniała utrzymanie porozumienia pokojowego z Dayton do października 1998. W marcu 1999 Brygada rozmieszczona została w Albanii w celu wsparcia zespołu zadaniowego Hawk podczas kampanii powietrznej przeciwko Serbii. Brygada zapewniała stabilność w regionie i bezpieczeństwo zasobów lądowych i powietrznych Aliantów. W czerwcu 1999 Brygada wysłała zespół kompanii wraz z elementami 82 Dywizji Powietrznodesantowej do Kosowa w ramach zespołu zadaniowego Falcon.
Iraqi Freedom
W kwietniu 2008 Żelazna Brygada rozmieszczona została w Iraku w celu wsparcia operacji Iraqi Freedom. Brygada przyjęła odpowiedzialność za region Al-Mada’in.

## Kampanie i wyróżnienia

### Kampanie
- II wojna światowa
  - walki w Tunezji
  - kampania włoska
  - Operacja Shingle
  - Rzym-Arno
  - Apeniny Północne
  - Nizina Padańska
- I wojna w Zatoce Perskiej
  - obrona Arabii Saudyjskiej
  - wyzwolenie Kuwejtu
  - przerwanie ognia
- Wojna z terroryzmem

### Odznaczenia
- Presidential Unit Citation (Army), haftowana wstęga AL KUT AND AN NAJAF
- Valorous Unit Award, haftowana wstęga IRAQ 1991
- Meritorious Unit Commendation (Army), haftowana wstęga SOUTHWEST ASIA 2005-2006
- Meritorious Unit Commendation (Army), haftowana wstęga IRAQ 2008-2009
- Army Superior Unit Award, haftowana wstęga 1995-1996